# Кривошиївська сільська рада
| Кривошиївська сільська рада — колишній орган місцевого самоврядування у Хмільницькому районі Вінницької області з адміністративним центром у с. Кривошиї. Сільській раді були підпорядковані населені пункти: - с. Кривошиї - с. Колибабинці |

## Склад ради
Рада складалася з 16 депутатів та голови.

## Керівний склад сільської ради
| ПІБ                      | Основні відомості                                                             | Дата обрання | Дата звільнення |
| ------------------------ | ----------------------------------------------------------------------------- | ------------ | --------------- |
| Матвіюк Наталя Василівна | Страроста ОТГ ,1974 року народження,освіта вища,безпартійна                   | 01.01.2021   |                 |
| Шевченко Юрій Сергійович | Сільський голова, 1979 року народження, освіта незакінчена вища, безпартійний | 31.10.2010   |                 |

Примітка: таблиця складена за даними джерела